# Paula Winkler
Paula Judith Winkler (Monaco di Baviera, 14 giugno 1877 – Venezia, 11 agosto 1958) è stata una scrittrice tedesca naturalizzata austriaca; usò lo pseudonimo di Georg Munk e fu moglie del filosofo Martin Buber.

## Biografia
Paula Winkler nacque a Monaco di Baviera il 14 giugno 1877 ed era figlia dell'urbanista, di fede cattolica, Franz Winkler, e di sua moglie Fanny Pischler. Dopo aver frequentato un pensionato cattolico si formò come insegnante. Dal 1896 lavorò come segretaria per l'architetto e studioso Friedrich Helvig Arndt, marito della scrittrice Helene Böhlau. In questa cerchia Paula incontrò il filosofo ebreo tedesco Theodor Lessing, che la descrisse nelle sue memorie come "tenace, geniale, innocua" e " d'incredibilmente saggia ed imperiosa volontà".
Nel 1899, durante corsi di Germanistica, incontrò a Zurigo Martin Buber. Dato che, non essendo ebrea, non poteva essere sposata con cerimonia ebraica, i loro figli Rafael (1900), che fu il primo marito di Margarete Buber-Neumann ed Eva (1901), che sposò lo scrittore Ludwig Strauss, nacquero al di fuori del matrimonio. Nel 1901 ella rinunciò alla sua fede, uscendo dalla Chiesa. Dopo che la loro situazione finanziaria si stabilizzò grazie al successo ottenuto dalle Storie di Rabbi Nahman di Buber (1906), la famiglia si trasferì a Berlino. Lì nel gennaio del 1907, Paula si convertì all'ebraismo, cosa che le permise di sposare Martin Buber il 20 aprile dello stesso anno, acquistando così la cittadinanza austriaca del marito, riottenendo in seguito la cittadinanza tedesca grazie alla naturalizzazione conseguita nel 1921 nello Stato popolare d'Assia. Nel 1912 pubblicò, sotto lo pseudonimo di George Munk, il suo primo libro, la raccolta di racconti brevi Die unechten Kinder Adams (I figli illegittimi di Adamo). Nel 1914 contrasse una grave forma di tifo. Nel 1916 la famiglia si trasferì da Berlino ad Heppenheim. Qui Buber realizzò la prima parte della sua traduzione della Bibbia e scrisse l'opera "L'io e il tu", che lo consacrò ad una fama mondiale. A partire dal 1928 Paula ed il marito allevarono le nipoti, Barbara e Judith (quest'ultima divenuta moglie del filosofo israeliano Joseph Agassi), figlie di Raphael e di Margarete. In quell'anno una sentenza del tribunale tedesco, in considerazione della preminenza attribuita dalla Buber-Neumann alla militanza nel Partito Comunista Tedesco, le sottrasse la patria potestà sulle figlie, affidandole alle cure dei nonni paterni. Allevate nella fede ebraica, le bambine emigrarono con i nonni in Palestina nel 1938. Nel 1935 Paula venne esclusa dalla Camera della Letteratura del Reich a causa della sua "parentela ebraica". Nel marzo del 1938 la famiglia Buber emigrò in Palestina, dove Buber ottenne una cattedra presso l'Università Ebraica di Gerusalemme. Il romanzo di Paula "Muckensturm. Ein Jahr im Leben einer kleinen Stadt" (Muckensturm. Un anno nella vita di una piccola città) venne composto tra il 1938 ed il 1940 e descrive la nascita del nazionalsocialismo in una piccola città tedesca. Paula Buber, tuttavia, ebbe difficoltà a trovare un editore, ed il librò apparve solamente nel 1953, pubblicato dall'editore Lambert Schneider. Durante la Notte dei cristalli, il 9 novembre 1938, la casa dei Buber ad Heppenheim venne devastata, il loro mobilio distrutto, mentre una parte della biblioteca dovette esser lasciata in Germania. 
Paula Buber morì a Venezia nel 1958, di ritorno con il marito da un viaggio in Europa e negli Stati Uniti.

## Opere
- Betrachtungen einer Philozionistin, in der zionistischen Zeitschrift Die Welt, 1901
- Geschichten des Rabbi Nachman, chassidische Erzählungen, 1906 (gemeinsam mit Martin Buber)
- Die unechten Kinder Adams, Novellensammlung, 1912
- Irregang, Roman, 1916
- Die Weidenmutter, 1927
- Am lebendigen Wasser, Familienroman, 1952
- Muckensturm. Ein Jahr im Leben einer kleinen Stadt, 1953